# Gemini 2
För andra betydelser, se Gemini.
Gemini 2 var NASA:s andra testuppskjutning med en geminikapsel inom Geminiprogrammet. Färden varade i 18 minuter och 16 sekunder och var en kastbanefärd. 
Starten skedde från Cape Kennedy Air Force Station och gjordes med en Titan II-raket.
Gemini 2:s återinträdes kapsel är den enda geminikapsel som flugit två gånger. Efter att modifierats för MOL-programmet sköts den upp den 3 november 1966. Denna gången med en Titan IIIC raket, från LC-40 vid Cape Kennedy Air Force Station. Flygningen varade i 33 min.